# Tennis de table aux Jeux olympiques d'été de 2024
Navigation
Tokyo 2020 Los Angeles 2028
Les épreuves de tennis de table aux Jeux olympiques d'été de 2024 se déroulent au Paris Expo Porte de Versailles dans l'Arena Paris Sud 4, à Paris en France, du 27 juillet au 10 août 2024. Il s'agit de la 10e apparition du tennis de table aux Jeux olympiques.

## Organisation

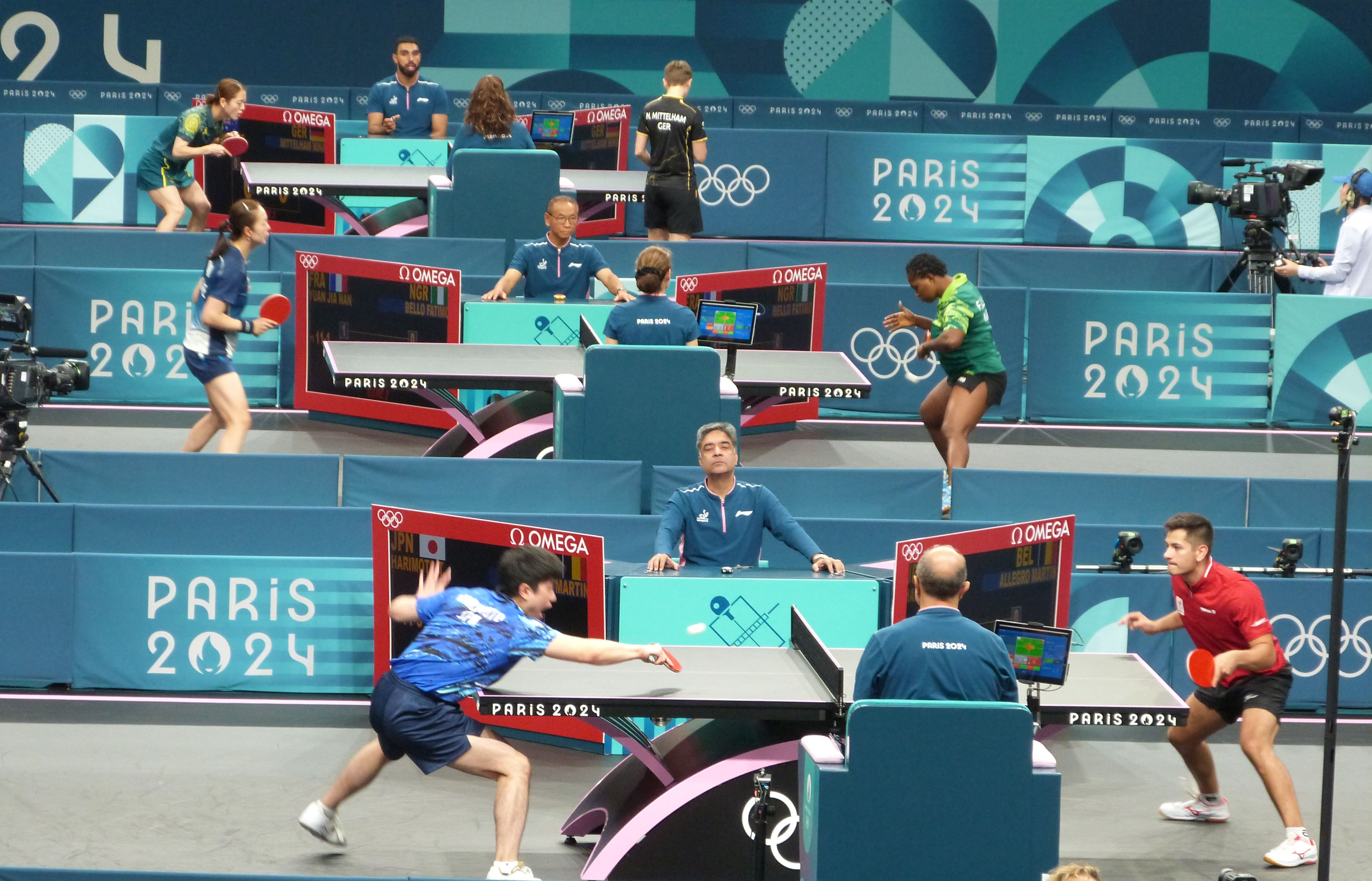
Matchs de 32e de finale des Jeux olympiques 2024.

### Lieu de la compétition
Le tennis de table se déroule dans le hall 4 du Paris Expo Porte de Versailles, le plus grand parc des expositions français, situé dans le 15e arrondissement de Paris, au sud-ouest de la ville.
Il a fait l'objet d'une rénovation en prévision des Jeux.
D'autres épreuves sont disputées sur le site : le volley-ball dans le hall 1, l'haltérophilie et la phase préliminaire du handball dans le hall 6.

### Format
Toutes les épreuves se déroulent par élimination directe.
En simples, il y a jusqu'à 70 pongistes par tournoi (messieurs et dames). La compétition commence par un tour préliminaire puis les tableaux débutent au 1er tour qui correspond à un 32e de finale.
Dans les épreuves par équipes (3 pongistes et un remplaçant) et en double mixte, il y a 16 équipes qualifiées dans chaque tableau, qui débute en huitièmes de finale.

### Qualifications

#### Nombres d'athlètes engagés
Le mode de qualification pour les 5 tournois olympiques de tennis de table est détaillé ci-après :
172 athlètes (86 hommes et 86 femmes) sont engagés. Parmi eux :
- 164 se qualifient via les quotas attribués aux CNO, dans les limites suivantes : 6 places maximum par CNO pour les 5 épreuves ;
- 2 quotas sont attribués en raison de l'universalité des Jeux ;
- la France, pays hôte, dispose de 6 places.

En simples, les places attribuées sont nominatives et limitées à 4 athlètes maximum par CNO (2 en simples messieurs et 2 en simples dames) ;
Dans les épreuves par équipes (3 pongistes) et en double mixte, les places sont attribuées à un CNO, dans la limite d'une seule équipe (hommes et femmes) et un seul double mixte par CNO.

#### En simples
Environ 70 pongistes pourront participer aux simples messieurs et dames, en fonction du nombre de créneaux disponibles après la répartition du quota de double mixte. Chaque CNO peut inscrire au maximum 4 joueurs, deux par sexe. 
Il y a 4 façons de se qualifier en simple messieurs et en simple dames :
- 32 places sont réservées à chacune des équipes masculines et féminines qualifiées ;
- 22 autres sont attribuées aux athlètes provenant de CNO sans équipe qualifiée, via les tournois continentaux organisées par l'ITTF (4 pour l'Afrique, 6 pour l'Asie et l'Europe, 5 pour les Amériques et 1 pour l'Océanie) ;
- 15 joueurs obtiennent une place via le classement mondial en simple au 18 juin 2024 ;
- une place est attribuée pour l'universalité des Jeux.

#### Par équipes
Il existe 4 manières de se qualifier par équipes (3 pongistes d'un même CNO) :
- 6 places sont attribuées lors de tournois continentaux : 1 pour l'Afrique, 1 pour l'Asie, 1 pour l'Europe, 1 pour l'Océanie et 2 pour les Amériques ;
- 8 places sont attribuées aux équipes quart-de-finalistes des championnats du monde 2024 qui ont lieu du 16 au 25 février 2024 à Pusan en Corée du Sud ;
- le CNO le mieux classé et pas encore qualifié précédemment se voit attribuer une place ;
- la France, en tant que pays organisateur, se voit attribuer une place.

#### En double mixte
Il y a 4 manières de se qualifier en double mixte (un homme et une femme d'un même CNO) :
- 6 places sont attribuées lors de tournois continentaux : 1 pour l'Afrique, 1 pour l'Asie, 1 pour l'Europe, 1 pour l'Océanie et 2 pour les Amériques ;
- 4 places sont attribuées aux demi-finalistes d'un tournoi de qualification en mars ou avril 2024 ;
- à la date du 7 mai 2024, les 5 paires les mieux classées et pas déjà qualifiées précédemment se voient attribuer une place ;
- la France, en tant que pays organisateur, se voit attribuer une place.

### Calendrier
| Épreuve ↓ / Date →    | Sa 27 | Sa 27 | Sa 27 | Di 28 | Di 28 | Di 28 | Lu 29 | Lu 29 | Lu 29 | Ma 30 | Ma 30 | Ma 30 | Me 31 | Me 31 | Me 31 | Je 1er | Je 1er | Je 1er | Ve 2 | Ve 2 | Ve 2 | Sa 3 | Sa 3 | Sa 3 | Di 4 | Di 4 | Di 4 | Lu 5 | Lu 5 | Lu 5 | Ma 6 | Ma 6 | Ma 6 | Me 7 | Me 7 | Me 7 | Je 8 | Je 8 | Je 8 | Ve 9 | Ve 9 | Ve 9 | Sa 10 | Sa 10 | Sa 10 |
| Épreuve ↓ / Date →    | M     | A     | S     | M     | A     | S     | M     | A     | S     | M     | A     | S     | M     | A     | S     | M      | A      | S      | M    | A    | S    | M    | A    | S    | M    | A    | S    | M    | A    | S    | M    | A    | S    | M    | A    | S    | M    | A    | S    | M    | A    | S    | M     | A     | S     |
| --------------------- | ----- | ----- | ----- | ----- | ----- | ----- | ----- | ----- | ----- | ----- | ----- | ----- | ----- | ----- | ----- | ------ | ------ | ------ | ---- | ---- | ---- | ---- | ---- | ---- | ---- | ---- | ---- | ---- | ---- | ---- | ---- | ---- | ---- | ---- | ---- | ---- | ---- | ---- | ---- | ---- | ---- | ---- | ----- | ----- | ----- |
| Simple messieurs      |       | TP    | T1    | T1    |       | T1    | T1    |       | T2    | T2    |       |       | T2    | T3    | T3    | ¼      | ¼      | ¼      | ½    | ½    |      |      |      |      |      | F    |      |      |      |      |      |      |      |      |      |      |      |      |      |      |      |      |       |       |       |
| Simple dames          |       | TP    | T1    | T1    |       | T1    | T1    |       | T2    | T2    |       |       | T2    | T3    | T3    | ¼      | ¼      | ¼      | ½    | ½    |      |      | F    |      |      |      |      |      |      |      |      |      |      |      |      |      |      |      |      |      |      |      |       |       |       |
| Par équipes messieurs |       |       |       |       |       |       |       |       |       |       |       |       |       |       |       |        |        |        |      |      |      |      |      |      |      |      |      | ⅛    | ⅛    | ⅛    | ⅛    | ¼    | ¼    | ¼    | ¼    | ½    | ½    |      |      | F    | F    |      |       |       |       |
| Par équipes dames     |       |       |       |       |       |       |       |       |       |       |       |       |       |       |       |        |        |        |      |      |      |      |      |      |      |      |      | ⅛    | ⅛    | ⅛    | ⅛    | ¼    | ¼    | ¼    | ¼    |      |      | ½    | ½    |      |      |      | F     | F     |       |
| Double mixte          |       | ⅛     |       |       | ¼     |       |       | ½     |       |       | F     |       |       |       |       |        |        |        |      |      |      |      |      |      |      |      |      |      |      |      |      |      |      |      |      |      |      |      |      |      |      |      |       |       |       |

| - TP : tours préliminaires - T1 : premiers tours - T2 : deuxièmes tours - T3 : troisièmes tours - ⅛ : huitièmes de finale - ¼ : quarts de finale - ½ : demi-finales - F : finales - M : Session le matin - A : Session l'après-midi - S : Session en soirée |

## Participants
| Pays                | Simples   | Simples | Par équipes | Par équipes | Mixte |
| Pays                | Messieurs | Dames   | Messieurs   | Dames       | Mixte |
| ------------------- | --------- | ------- | ----------- | ----------- | ----- |
| Algérie             | 1         | 1       |             |             |       |
| Allemagne           | 2         | 2       | 3           | 3           | 2     |
| Argentine           | 1         |         |             |             |       |
| Australie           | 2         | 2       | 3           | 3           | 2     |
| Autriche            | 1         | 1       |             |             |       |
| Belgique            | 2         |         |             |             |       |
| Brésil              | 2         | 2       | 3           | 3           | 2     |
| Cameroun            |           | 1       |             |             |       |
| Canada              | 2         | 1       | 3           |             |       |
| Chili               | 1         | 1       |             |             |       |
| Chine               | 2         | 2       | 3           | 3           | 2     |
| Corée du Nord       |           | 1       |             |             | 2     |
| Corée du Sud        | 2         | 2       | 3           | 3           | 2     |
| Croatie             | 2         | 1       | 3           |             |       |
| Cuba                | 1         |         |             |             | 2     |
| Danemark            | 2         |         | 3           |             |       |
| Égypte              | 2         | 2       | 3           | 3           | 2     |
| Équateur            | 1         |         |             |             |       |
| Espagne             | 1         | 1       |             |             | 2     |
| États-Unis          | 1         | 2       |             | 3           |       |
| Fidji               | 1         |         |             |             |       |
| France              | 2         | 2       | 3           | 3           | 2     |
| Grande-Bretagne     | 1         | 1       |             |             |       |
| Grèce               | 1         |         |             |             |       |
| Guyana              |           | 1       |             |             |       |
| Hong Kong           | 1         | 2       |             | 3           | 2     |
| Hongrie             |           | 1       |             |             | 2     |
| Inde                | 2         | 2       | 3           | 3           |       |
| Iran                | 2         | 1       |             |             |       |
| Italie              |           | 1       |             |             |       |
| Japon               | 2         | 2       | 3           | 3           | 2     |
| Jordanie            | 1         |         |             |             |       |
| Kazakhstan          | 1         |         |             |             |       |
| Liban               |           | 1       |             |             |       |
| Luxembourg          | 1         | 1       |             |             |       |
| Madagascar          | 1         |         |             |             |       |
| Maldives            |           | 1       |             |             |       |
| Mexique             | 1         | 1       |             |             |       |
| Moldavie            | 1         |         |             |             |       |
| Monaco              |           | 1       |             |             |       |
| Népal               | 1         |         |             |             |       |
| Nigeria             | 2         | 2       |             |             |       |
| Pays-Bas            |           | 1       |             |             |       |
| Pologne             | 1         | 2       |             | 3           |       |
| Porto Rico          | 2         | 1       |             |             |       |
| Portugal            | 2         | 2       | 3           |             |       |
| République du Congo | 1         |         |             |             |       |
| Roumanie            | 2         | 2       |             | 3           | 2     |
| Sénégal             | 1         |         |             |             |       |
| Singapour           | 1         | 2       |             |             |       |
| Slovaquie           | 1         |         |             |             |       |
| Slovénie            | 2         |         | 3           |             |       |
| Suède               | 2         | 2       | 3           | 3           | 2     |
| Taipei chinois      | 2         | 2       | 3           | 3           | 2     |
| Thaïlande           |           | 2       |             | 3           |       |
| Ukraine             | 1         | 1       |             |             |       |
| Vanuatu             |           | 1       |             |             |       |
| Total               | 67        | 60      | 48          | 48          | 32    |

## Podiums
| Épreuve               | Or                                           | Argent                                                      | Bronze                                                 |
| --------------------- | -------------------------------------------- | ----------------------------------------------------------- | ------------------------------------------------------ |
| Simple messieurs      | Fan Zhendong (CHN)                           | Truls Möregårdh (SWE)                                       | Félix Lebrun (FRA)                                     |
| Simple dames          | Chen Meng (CHN)                              | Sun Yingsha (CHN)                                           | Hina Hayata (JPN)                                      |
| Par équipes messieurs | Chine- Fan Zhendong - Wang Chuqin - Ma Long  | Suède- Truls Möregårdh - Anton Källberg - Kristian Karlsson | France- Alexis Lebrun - Félix Lebrun - Simon Gauzy     |
| Par équipes dames     | Chine - Chen Meng - Wang Manyu - Sun Yingsha | Japon - Hina Hayata - Miwa Harimoto - Miu Hirano            | Corée du Sud - Jeon Ji-hee - Lee Eun-hye - Shin Yu-bin |
| Double mixte          | Chine- Wang Chuqin - Sun Yingsha             | Corée du Nord- Ri Jong-sik - Kim Kum-yong                   | Corée du Sud- Lim Jong-hoon - Shin Yu-bin              |

## Tableau des médailles
- Pays organisateur (France)

| Rang  | Nation        | Or | Argent | Bronze | Total |
| ----- | ------------- | -- | ------ | ------ | ----- |
| 1     | Chine         | 5  | 1      | 0      | 6     |
| 2     | Suède         | 0  | 2      | 0      | 2     |
| 3     | Japon         | 0  | 1      | 1      | 2     |
| 4     | Corée du Nord | 0  | 1      | 0      | 1     |
| 5     | France        | 0  | 0      | 2      | 2     |
| 5     | Corée du Sud  | 0  | 0      | 2      | 2     |
| Total | Total         | 5  | 5      | 5      | 15    |